# 福格特兰地区厄尔斯尼茨
福格特兰地区厄尔斯尼茨（德語：Oelsnitz/Vogtl.），通称厄尔斯尼茨（德語：Oelsnitz，發音：[ˈœlsnɪts] ⓘ），是德国萨克森州福格特兰县的城市，面积53.67平方千米，2023年12月31日人口为9,873人。